# Panopeo (Focide)
Panopeo (in greco antico: Πανοπεύς?) era un'antica città greca di Focide situata vicino alla frontiera della Beozia, e sulla strada da Daulide a Cheronea. Pausania scrisse che «Panopeus aveva 20 stadi da Chaeronea e 7 da Daulis», ma il secondo numero è quasi certamente un errore.
Le rovine del villaggio di Aio Vlasi (Ἅγιος Βλάσις), che sono chiaramente quelle di Panopeo, sono circa 20 stadi distanti da Chaeronea, ma ben 27 stadi distanti da Daulis.
Citata per la prima volta nel secondo libro dell'Iliade, era una delle città da dove provenivano i Focesi, a capo dei quali erano Schedio, un abitante proprio di Panopeo ed Epistrofo.